# 短鰭前鰈
短鰭前鰈，為輻鰭魚綱鰈形目鰈亞目菱鰈科的其中一種，分布於澳洲西南部海域，體長可達38公分，為底棲性魚類，屬肉食性，生活習性不明。

## 擴展閱讀
維基物種上的相關：短鰭前鰈